# Организация за икономическо сътрудничество и развитие
Организацията за икономическо сътрудничество и развитие, ОИСР (на английски: Organisation for Economic Co-operation and Development, OECD; на френски: Organisation de coopération et de développement économiques, OCDE) е международна икономическа организация на развитите страни (38 държави членки), базираща се на идеите за демократичните принципи на управление, чиято организационна цел е стимулирането на икономическия прогрес и световната търговия. Това е и форум за страните, приемащи принципите на представителната демокрация и пазарната икономика. Той позволява сравнение (основано на изследвания и наблюдение) между страните: техния политически и икономически опит, търсенето на отговори на проблеми, идентифицирането на добрите практики, както и координирането на политиките на държавите членки на организацията.
Организацията за икономическо сътрудничество и развитие води началото си от Европейската организация за икономическо сътрудничество (ЕОИС), основана през 1948 г., създадена за координация на икономическата помощ по плана Маршал, който да преустрои Европа след Втората световна война. По-късно са включени и държави извън Европа, а през 1961 г. тя се преобразува в Организация за икономическо сътрудничество и развитие.
Ръководният орган на ОИСР е съветът на представителите на страните членки на организацията. Всички решения се приемат с консенсус. Седалището на ОИСР е в Париж Организацията се финансира от вноски на членовете си и през 2019 г. има общ бюджет от 386 милиона евро. Тя е призната като влиятелен автор и издател на публикации с предимно икономически данни както и на годишни оценки и класации на страните членки.
Основна задача на организацията е изграждането на по-силни икономики на страните членки, подобряването на ефективността, стимулиране на пазарната икономическа система, разрастването на свободната търговия, както и подпомагане на развитието на всички страни.
След повече от четири десетилетия от създаването ѝ, дейността на ОИСР днес се простира и извън страните членки, и включва разработването на анализи на икономическото развитие на държавите, поели пътя към пазарна икономика. Натрупаният опит е насочен към нововъзникващите пазари и пазарни икономики, и по-специално към страните в преход от планова към пазарна икономика.

## История
Организацията за икономическо сътрудничество и развитие се създава през 1961 година, като наследница на Организацията за европейско икономическо сътрудничество (ОЕИС) и на Плана Маршал за възстановяване на Европа. Целта на ОЕИС е била изграждане на нова концепция за икономическо развитие и взаимодействие в Европа, както и практическото ѝ прилагане. В допълнение ОЕИС е подпомагала държавите в по-ефикасното пласиране на паричните средства от Плана Маршал.
През първите години на съществуването си ОЕИС наброява 18 членки. Петнадесет от тях са европейски държави, допълнени от САЩ, Канада и Турция. През 1960-те години в ОИСР постъпват Италия, Япония и Финландия. След изчерпването на Плана Маршал ОЕИС се превръща в ненужна стурктура и през септември 1961 година е преобразувана в ОИСР. През 1970-те години в организацията са приети Австралия и Нова Зеландия. През 1990-те години се присъединяват Мексико, Чехия, Унгария, Южна Корея, Полша, Словакия. През 2010 години членки стават Чили, Словения, Израел и Естония.
В член 1 на Конвенцията за създаване на ОИСР от 1960 г. основните задължения на страните членки са определени като: стимулирането на политика, насочена към постигане на възможно най-висока степен на устойчиво икономическо развитие; повишаване на жизнения стандарт на населението; поддържането на финансова стабилност, както в рамките на организацията, така и на световно ниво; съдействие за разширяване на международната търговия на многостранна и недискриминационна основа; намаляването на пречките пред търговията със стоки и услуги; либерализацията на движението на капитали и други. страните членки следва взаимно да си предоставят информация, да провеждат консултации и проучвания и да си сътрудничат за постигане на поставените цели.
ОИСР осигурява форум за правителствата на страните членки да дискутират, развиват и усъвършенствуват икономическата и социалната си политика. Сравнява се опитът, търсят се отговори на общи проблеми и се работи по координиране на вътрешната и международната политика в определени области. Подобен обмен може да доведе до съгласие да бъде установена юридически обвързваща рамка – напр. за свободно движение на капитали и услуги, споразумение за борба с корупцията или прекратяване на субсидиите в корабостроенето. Често дискусиите в ОИСР целят по-добро информиране на правителствата на страните членки по въпросите на обществената политика (public policy) и изясняване на влиянието на националните политики върху международната общност.

## Цели
Според Конвенцията на ОИСР целите на организацията са:
- да допринесе за икономическото развитие, високата заетост и ръст в жизнения стандарт на населението в страните членки
- да стимулира икономически растеж на членовете си и да допринася за развитието на развиващите се страни като цяло
- да разшири световната търговия на мултилатерална база.

Правомощията на ОИСР се разпростират върху много полета на политиката, единствено и само политиката на отбрана е извън тях. Предложенията на ОИСР се ръководят от либералната, пазарна икономика и се прилагат чрез ефикасни и дисциплинарни икономически мерки. ОИСР стимулира изграждането на бариери в работния човекопоток и създаването на конкурентни условия. Същевременно през последните годни нарастват усилията на организацията по отношение на образованието и социалната политика. В края на 2008 година ОИСР обръща внимание на страните членове за опасност от нарастване на бедността и неравнопоставеността в тях.
В международните икономически отношения свободната търговия на стоки и свободата на паричния поток са сред приоритетите на ОИСР. В течение на дейността на ОИСР се идентифицират негативните страни на глобализацията и се изработват стратегии за изолирането им. Редица стандарти, процедури и конвенции са разработени за предотвратяването и намаляването на прането на пари и неплащането на данъчни задължения.
Дейността на ОИСР се осъществява от над 200 специализирани органа, чиято дейност покрива всички аспекти на икономическата и социална политика. Автономни органи на ОИСР са: Центърът за сътрудничество с икономиките в преход (създаден през март 1990 г.); Центърът за изследвания в областта на образованието и новите технологии; Центърът за развитие; Международната агенция за атомна енергия.
В специализираните комисии, работни и експертни групи към ОИСР представители на страните членки обменят идеи и правят преглед на прогреса в по-конкретни области като търговия, обществено управление, подпомагане на развитието, финансови пазари и др.
ОИСР осъществява обширна аналитична работа, изработва препоръки за страните членки и служи за платформа за организиране на многостранни преговори по икономически проблеми.
Значителна част от дейността на ОИСР е свързана с противодействие на прането на пари, укриването на данъци, корупцията и подкупите. При участието на ОИСР са изработени някои механизми, предназначени да сложат край на практикуването от редица държави на т.нар. „данъчен оазис“.

## Членство
За членство в ОИСР настояват редица големи неевропейски страни. Най-ясно изразени са исканията на т.нар. „Голяма петица“ – Китай, Индия, Индонезия, Бразилия и Русия. Страни като Аржентина и Сингапур също поставят настоятелно въпроса за приемането им в организацията и според представители на Секретариата на ОИСР, претенциите им са напълно основателни.
През май 2007 г. страните членки на ОИСР постигат съгласие и отправят покана към Естония, Израел, Русия, Словения и Чили да започнат обсъждане на условията за членството им в организацията. По-късно са подготвени и т.нар. пътни карти за тези страни. Паралелно се дискутира евентуалното членство и на Бразилия, Индия и Китай.

### Членове на ОИСР
През 1960-те съставът и географските рамки на ОИСР се разширяват, и днес организацията включва 38 държави, в това число повечето страни от ЕС. В работата на организацията участва също като отделен член Европейската комисия (институция на ЕС). 
Делът на страните от ОИСР е около 60 % от световния БВП.
| Държава        | Дата на присъединяване |
| -------------- | ---------------------- |
| Австралия      | 7 юни 1971 г.          |
| Австрия        | 29 септември 1961 г.   |
| Белгия         | 13 септември 1961 г.   |
| Великобритания | 2 май 1961 г.          |
| Германия       | 27 септември 1961 г.   |
| Гърция         | 27 септември 1961 г.   |
| Дания          | 30 май 1961 г.         |
| Естония        | 3 юни 2010 г.          |
| Израел         | 7 септември 2010 г.    |
| Ирландия       | 17 август 1961 г.      |
| Исландия       | 5 юни 1961 г.          |
| Испания        | 3 август 1961 г.       |
| Италия         | 29 март 1962 г.        |
| Канада         | 10 април 1961 г.       |
| Колумбия       | 28 април 2020          |
| Коста Рика     | 25 май 2021            |
| Латвия         | 1 юли 2016 г.          |
| Литва          | 5 юли 2018             |
| Люксембург     | 7 декември 1961 г.     |
| Мексико        | 18 май 1994 г.         |
| Нидерландия    | 18 май 1994 г.         |
| Нова Зеландия  | 29 май 1973 г.         |
| Норвегия       | 4 юли 1961 г.          |
| Полша          | 22 ноември 1996 г.     |
| Португалия     | 4 август 1961 г.       |
| Словакия       | 14 декември 2000 г.    |
| Словения       | 21 юли 2010 г.         |
| САЩ            | 12 април 1961 г.       |
| Турция         | 2 август 1961 г.       |
| Унгария        | 7 май 1996 г.          |
| Финландия      | 28 януари 1969 г.      |
| Франция        | 7 август 1961 г.       |
| Чехия          | 21 декември 1995 г.    |
| Чили           | 7 май 2010 г.          |
| Швейцария      | 28 септември 1961 г.   |
| Швеция         | 28 септември 1961 г.   |
| Южна Корея     | 12 декември 1996 г.    |
| Япония         | 28 април 1964 г.       |

### Условия за участие на страни, които не са членки, в дейността на работните органи
Участието на представители на трети страни в дейността на отделните работни органи на ОИСР е ограничено. Дейността се състои изключително от обмен на мнения и дискусии по вътрешната политика на страните членки в съответния сектор, представяне на проблемите в сектора и търсене на съвет и предложения от останалите страни членки в тези работни органи. Организацията се стреми да ограничи всякакво излишно присъствие и дискусиите да останат между партньорите. Предоставянето на една страна дори само на статут на наблюдател в отделен работен орган на ОИСР означава нейното пълноценно участие във всички дискусии, както и очакванията на партньорите ѝ за активен диалог и предоставяне на актуална и обективна информация за състоянието на сектора, трудностите по решаване на проблеми с нормативната уредба и др.

### Процедура за присъединяване на нови страни
В ОИСР функционира механизъм за обстоен преглед („examen par les pairs“ / „peer review“) на политиката и състоянието на страните кандидатки за присъединяване, в рамките на който те следва да докажат, че се придържат към принципите, споделяни от страните членки: отворена пазарна икономика, демократичен плурализъм и зачитане на човешките права. Този преглед се основава на прозрачност, разясняване и самокритика.
След като страната кандидат изрази своето желание да се присъедини към организацията и страните членки бъдат убедени, че тя е показала своите възможности да стане член, Съветът на ОИСР започва формална процедура за присъединяване. Целта на процедурата е да се гарантира, че страната кандидат действително е готова да приеме всички задължения, произтичащи от членството.
По време на разглеждането на кандидатурата на страната в отделните Комитети, тя следва да представи на Съвета декларация, съдържаща всички правни и политически ангажименти, които е готова да поеме. Декларацията и резултатите от направените обсъждания са от решаващо значение за окончателното решение.
Съветът взима окончателно решение дали да покани страната кандидат да се присъедини към ОИСР, въз основа на съгласие от всички страни членки и след задълбочена оценка на Секретариата и на многобройните комитети.
Споразумението за присъединяване се подписва от страната кандидат и от ОИСР и се внася за одобрение от Парламента на странатакандидат. Членството влиза в сила след депозиране на документите за присъединяване пред френските власти, които са депозитари по Конвенцията за създаване на ОИСР.

## Финансиране
ОИСР се финансира от вноски на страните членки, тоест от данъците в съответните държави. Централният бюджет (по данни от 2008 година: 343 000 000 евро) се определя от икономическата сила на дадената държава член. С вноска от 25% САЩ са най-големият финансов стимулатор на организацията, следвани от Япония с 16%, Германия – 9%. Швейцария и Австрия имат вноска от 1,5% и от 1,1% от централния бюджет на организацията. В допълнение към това държавите биха могли чрез допълнителна инициатива да финансират допълнителни проекти. По този начин е образувана и Международната програма за оценка на образователните достижения на учещите се (Programme international pour le suivi des acquis des élèves / Programme for International Student Assesment), известна под съкращението PISA.

## Планове за разширяване на организацията
През 1996 г. молба за прием в ОИСР подават постсъветските страни: Русия, Естония, Латвия и Литва. ОИСР отговаря с отказ.
През юли 2005 генералният секретар на ОИСР Доналд Джонсън в интервю на вестник Файненшъл Таймс отправя призив да бъде приета КНР, понеже по негово мнение встъпването в ОИСР на големи развиващи се страни е необходимо, ако организацията иска да остане ефективна структура, оказваща влияние върху формирането на глобалната икономика: „Китай е най-големият производител на стомана в света и оказва сериозно влияние върху другите международни пазари на суровини. Тази страна може да стане най-мощната икономика в света“. Джонсън призовава да бъдат изключени политическите характеристики на страните при разглеждане на въпросите за разширение на ОИСР: „Ние сме икономическа организация, и ние трябва да се занимаваме с икономическите въпроси. В миналото сме имали диктатури в ОИСР – Португалия и Испания, налагало ни се е да имаме допир и с военния режим в Гърция“. Китай получава покана за участие в провежданото от ОИСР изследване на неговата икономика, което обикновено е първата крачка преди встъпване в организацията.
На 16 май 2007 година след обобщаването на двудневната среща на ОИСР в Париж за началото на преговорите за членство в Организацията са поканени: Естония, Словения, Израел и Чили, и през 2010 г. всички тези държави стават членове на ОИСР. За преговори за възможно разширение на ОИСР са поканени Бразилия, Китай, Индия, Русия, Индонезия и ЮАР.
ОИСР публикува отчети за 40 страни на всеки две години, и тези отчети включват широк анализ на състоянието на икономиките на странитеучастнички. Те съдържат обективни научни данни и предложения.
На 25 февруари 2022 г., непосредствено след началото на Руското нападение срещу Украйна, Съветът на ОИСР решава официално да прекрати замразения от началото на Руско-украинската война процес на приемане на Русия в организацията.

## Черен списък
Подобно на ФАТФ (Financial Action Task Force / Groupe d’action financière), ОИСР също води свой списък със страни, които осъществяват недобросъвестна данъчна конкуренция. В списъка с несътрудничещи данъчни оазиси са  Андора, Лихтенщайн и Монако.
На 2 април 2009 година за срещата на Г-20 ОИСР подготовя Текущ доклад за юрисдикциите, наблюдавани от глобалния форум на ОИСР по имплементиране на данъчни стандарти, приети на международно ниво.
Съгласуват се на международно ниво данъчни стандарти, разработени от ОИСР в сътрудничество със страни, не членуващи в организацията, които се утвърждават на Срещата на министрите на финансите на Г-20 в Берлин през 2004 година. Тези стандарти предвиждат обмяна на информация при запитване по различни данъчни въпроси за администриране и принуждаване към спазване на националното данъчно законодателство независимо от положенията му за защита на частна информация или банкова тайна за данъчни цели. Те също предвиждат разширени механизми за защита на конфиденциална информация, която става достъпна в процеса на обмяна.
В този доклад ОИСР разделя всички държави на три категории:
- Юрисдикции, които в достатъчна степен са приложили данъчните стандарти, приети на международно ниво:

Австралия, Аржентина, Барбадос, Великобритания, Унгария, Американските Вирджински острови, Германия, Гърнси (владение на Великобритания), Гърция, Дания, Джърси (владение на Великобритания), Ирландия, Исландия, Испания, Италия, Канада, Кипър, Китай (освен Хонконг и Макао), Република Корея, Мавриций, Малта, Мексико, Нидерландия, Нова Зеландия, Норвегия, Обединени Арабски Емирства, Остров Ман, Полша, Португалия, Руска Федерация, Сейшелски Острови, Словакия, Съединени американски щати, Турция, Финландия, Франция, Швеция, Япония.
- Юрисдикции, които поемат ангажимент да приемат данъчните стандарти, утвърдени на международно ниво, но все още не са ги приложили напълно:

Данъчни оазиси:
Ангуила (задморска територия на Великобритания), Андора, Антигуа и Барбуда, Аруба (територия в състава на Нидерландия), Бахамските острови, Бахрейн, Белиз, Бермудските острови (задморска територия на Великобритания), Британските Вирджински острови (задморска територия на Великобритания), Вануату, Гибралтар (задморска територия на Великобритания), Гренада, Доминика (Съдружество Доминика), Кайманови острови (задморска територия на Великобритания), островите Кук, Либерия, Лихтенщайн, Маршалови острови (от 1986 година са в свободна асоциация със САЩ), Монако, Монсерат (задморска територия на Великобритания), Науру, Нидерландски Антилски острови (територия в състава на Нидерландия), Ниуе, Панама, Самоа, Сан Марино, Сейнт Винсент и Гренадини, Сейнт Китс и Невис, Сейнт Лусия, Търкс и Кайкос (задморска територия на Великобритания).

### Други финансови центрове
Австрия, Белгия, Бруней, Гватемала, Люксембург, Сингапур, Чили, Швейцария.
- Юрисдикции, които отказват да приемат данъчните стандарти, утвърдени на международно ниво:

Коста Рика, Малайзия (Лабуан), Уругвай (има информация, че след определени възражения на 06.04.2009 ОИСР изключва от списъка Филипините.